# 岡本氏宗
岡本 氏宗（おかもと うじむね、生年不詳 - 天正13年3月25日（1585年4月24日））は、下野国の戦国時代の武将。対馬守を名乗る。父は岡本正重。姉は塩谷義孝の側室、兄に正親、弟に光貞がいる。

## 概要
天正13年（1585年）、宇都宮氏と那須氏が雌雄を決した薄葉ヶ原の戦いにおいて、当時塩谷氏から追放されていた兄正親に代わり、岡本勢を率いて戦う。
3月8日には、山田城主山田辰業ともに塩谷勢の先鋒の総大将として百余騎を率い、三百余騎を率いて塩谷領の金沢に押し寄せてきた那須資晴軍を迎えうつ。那須方の先陣沢村五郎率いる五十余騎は蹴散らすも、三倍の兵力に押され撤退。
3月25日の宇都宮勢と那須勢の総力戦では、山田辰業らと共に16騎で那須勢の本隊に突撃、先陣を突破して資晴のいる本陣に迫る。「那須記」は「岡本（氏宗）資晴と組まんと馳せ並びける」と記すが、福原資孝が馬に乗る氏宗に襲い掛かり、高股を斬られた氏宗は馬に乗り直そうとしたところを鞍の前輪に押し付けられ首を取られ討死する。この時、那須勢の中には弟の光貞がいた。
なお「那須記」では、氏宗を「鎌足（藤原）大臣に三十七代岡本対馬守氏宗」と記しているが、岡本氏は、元々は清原氏の出であり、これは、氏宗や正親の岡本氏が、元々は、藤原氏の出である玉生氏の出であることを証明する事実のひとつとも考えられるが定かではない。